# Majsflingor
Majsflingor, även kallade cornflakes, är flingor gjorda av majs, som valsats och rostats.
Veteflingor uppfanns av en slump den 8 augusti 1894 av bröderna Kellogg. Senare prövade de med andra sädesslag, bland annat majs. Kellogg's är en känd tillverkare av majsflingor. Den 19 februari 1906 bildade Will Keith Kellogg Battle Creek Toasted Cornflake Company för att masstillverka frukostflingor som hans bror dr. John Harvey Kellogg hade börjat servera patienter på det sanatorium denne förestod. Han sökte finna sätt att göra vegetarisk kost mer smaklig för sina patienter. Cornflakes var enligt Kelloggs en medicin mot onani.